# Hermann Irving Schlesinger
Hermann Irving Schlesinger (* 11. Oktober 1882 in Milwaukee, Wisconsin; † 3. Oktober 1960 in Chicago, USA) war ein amerikanischer Chemiker auf dem Gebiet der Anorganischen Chemie.

## Leben
Als Schlesinger sechs Jahre alt war, zog seine Familie nach Chicago um. Dort wurde er an der Privatschule Schultz eingeschult, einer renommierten und traditionell orientierten Schuleinrichtung der Deutsch-Amerikanischen Community. Erst 1896, mit dem Eintritt in die High School, kam er mit dem öffentlichen Schulsystem in Berührung.
Von 1900 bis 1905 studierte er Chemie an der University of Chicago und schloss sein Studium mit einer Promotion (Ph.D.) bei Julius Stieglitz ab. Die nächsten zwei Jahre verbrachte er als Mitarbeiter am Lehrstuhl von Walther Nernst an der Universität Berlin, bei Johannes Thiele in Straßburg sowie als Assistent von John Jacob Abel an der Johns Hopkins University. 1907 kehrte er als Assistent an die Universität Chicago zurück. 1910 heiratete er Edna („Teddy“) Simpson. 1911 erhielt er eine Assistenzprofessur, 1917 wurde er außerordentlicher Professor und 1922 schließlich ordentlicher Professor. Gleichzeitig war er von 1922 bis 1946 geschäftsführender Vorstand des Instituts. Zusammen mit Herbert C. Brown entdeckte er 1940 das Natriumborhydrid.
Neben seinen Forschungsarbeiten war Schlesinger ein begeisterter Lehrer, sodass er auch nach seiner Emeritierung bis zu seinem Tode vor allem Allgemeine Chemie lehrte und etwa 50 Doktoranden betreute. Er verstarb am 3. Oktober 1960 an den Folgen einer Lungenentzündung, seine Frau Teddy war bereits 1957 nach einem Herzanfall verstorben.

## Ehrungen
- 1948 Mitglied der National Academy of Sciences
- 1956 Alfred-Stock-Gedächtnispreis
- 1956 korrespondierendes Mitglied der Bayerischen Akademie der Wissenschaften
- 1959 Priestley-Medaille der American Chemical Society